# Zuno
Zuno, oficiálně ZUNO BANK AG byla internetová banka patřící k organizaci Raiffeisen a působící na Slovensku od roku 2010 a v Česku od roku 2011. K roku 2016 měla 200 zaměstnanců a 255 tisíc zákazníků. Celkové vklady činily zhruba 775 milionů eur a poskytnuté úvěry 75 milionů eur.
V roce 2015 se jednalo o prodeji Zuno finanční skupině ABH Holdings, kterou ovládají miliardáři Michail Fridman a German Chan, ruská strana však od obchodu nakonec ustoupila.
Dne 4. října 2016 mateřská Raiffeisenbank International Group oznámila rozhodnutí ukončit činnost české a slovenské Zuno Bank a její aktivity převést na českou pobočku Raiffeisenbank. Banka měla k roku 2016 v Česku a na Slovensku téměř 266 tisíc klientů, 22 miliard Kč v depozitech, 2,3 miliardy Kč úvěrů a 200 zaměstnanců.
Ke 2. červnu 2017 byly finanční aktivity banky Zuno převedeny do Raiffeisenbank.